# La paloma (telenovela)
La paloma fue una telenovela mexicana producida por José Rendón para Televisa en 1995. Fue protagonizada por Gerardo Hemmer y Maite Embil, con las participaciones antagónicas del primer actor Manuel Ojeda, Arsenio Campos y Carolina Valsaña. La telenovela terminó inconclusa por la muerte de su protagonista masculino Gerardo Hemmer. Es la única telenovela de Televisa que ha salido repentinamente del aire, quedando inconclusa en el capítulo 50.

## Argumento
Ramiro López Yergo es dueño de una casa funeraria, y controla con puño de hierro a su esposa Teresa y a sus tres hijos. Aunque aparenta ser de una moral intachable Ramiro tiene una amante, Lilia, y es un hombre corrupto y avaro.
Rafael Estrada es un joven que trabaja en la pizzería El Palomar y vive con su madre Toñita. Son una familia venida a menos desde la muerte del padre años atrás. Una mañana Toñita y Rafael se preparan para ir a recibir el cheque de un préstamo bancario para poder abrir una cocina económica. El préstamo ya está aprobado, pero la impaciencia de Toñita la lleva a pedir un préstamo a una usurera, para poder comprar utensilios de cocina y así adelantar la apertura de su negocio. Rafael y Toñita van camino al banco, acompañados por los amigos de él: Paco, Ángel y "El Chino", cuando al llegar se ven sorprendidos en un asalto bancario y un tiroteo entre los asaltantes y la policía. Durante la huida de los criminales Toñita es herida de gravedad y muere poco después, pero El Chino alcanza a ver que el asesino tiene un enorme lunar en el brazo.
Rafael lleva el cuerpo de su madre a la funeraria de Ramiro, pero como no le alcanza el dinero para pagar los gastos funerarios, le ofrece un broche de esmeraldas que pertenecía a su madre como garantía de la cantidad que deberá pagar, Ramiro al principio no se muestra muy convencido de tomar esa joya como garantía, pero al ver que puede tener un gran valor económico la acepta.
Emilia es la hija de 17 años de Ramiro, que asiste a una escuela privada y es asediada por Raúl, primo de su mejor amiga Alicia. A pesar de que él les ha prohibido que lo visiten, Emilia convence a Teresa de llevarla a ver a su padre a la funeraria para pedirle dinero para inscribirse a unas clases de aeróbics. Luego de la negativa de Ramiro para que Emilia tome esas clases, ella sale llorando y entra a una sala de velación donde casualmente descubre a Rafael llorando sobre el féretro de su madre. Sus miradas se encuentran y ella se va.
Ramiro lleva el broche a valuar con su amigo, el joyero Gilberto, sin disimular su intención de quedárselo. Ante la deuda con la usurera y el breve plazo que le establece Ramiro para pagar el funeral, Rafael se queda en la ruina y pierde el broche. Ramiro regala el broche a Lilia, sin saber que ella es hermana de Paco.
Emilia y Rafael se enamoran, ante la oposición de Ramiro, quien termina por mandar a Emilia a un internado de monjas en Pachuca. Los enamorados utilizan las palomas mensajeras del dueño de la pizzería para comunicarse.

## Muerte de Gerardo Hemmer
Cuando la telenovela llevaba apenas tres semanas al aire y justo cuando ya tenía un buen recibimiento por parte del público, el actor y protagonista Gerardo Hemmer, de 25 años, falleció el 4 de septiembre de 1995. Los medios noticiosos en ese entonces atribuyeron oficialmente la causa de la muerte a una fuga de gas en su departamento. Tras este lamentable hecho, el productor José Rendón decidió inicialmente continuar la telenovela y elegir un punto a partir del cual adaptarían la desaparición del personaje de Rafael, modificando la historia que tenían planteada en un principio y descartando varios de los capítulos que ya tenían grabados.
Se creó una nueva entrada, utilizando escenas de los personajes de Emilia y Rafael, acompañadas por una canción grabada por Maite Embil especialmente para la telenovela, titulada "Te ofrezco".  

Me hubiera gustado que las cosas fueran de otra manera y lo único que puedo decirte es que todos le estamos echando ganas para que La paloma siga adelante, aunque la historia sea completamente diferente a la de un principio.
Maite Embil a la revista TVyNovelas

Es muy delicado tratar este tema, porque corremos el riesgo de que la gente piense que tratamos de ganar publicidad con algo tan doloroso. Creo que trabajar bajo las circunstancias en que lo hemos hecho en estos últimos tiempos es muy difícil, pero nos queda la satisfacción de seguir adelante, tal y como le hubiera gustado a Gerardo.
Jorge Avendaño, compositor del tema principal

De esta forma, Emilia escapaba del internado y se refugia en el departamento de Rafael. En el capítulo 40, Ramiro y su cómplice Luis Alarcón mandan a un criminal, que resulta ser el mismo que mató a Toñita, a buscar a Emilia al hogar de Rafael. Cuando el delincuente toca a la puerta, Rafael manda a Emilia a esconderse en un closet y Rafael pelea contra el maleante. Éste fue el momento que eligió la producción para desaparecer a su personaje y modificar la historia.
Así, desde el closet, Emilia escucha un tiro, y cuando sale descubre a Rafael, muerto en el piso, al final de este episodio se mostraban escenas del personaje de Rafael como un homenaje al actor Gerardo Hemmer ante evidente duelo. Luego del funeral, Emilia decide regresar y refugiarse voluntariamente en el internado, y así empieza un proceso de recuperación. Al mismo tiempo, Teresa empieza a librarse del yugo de Ramiro y Lilia descubre sus mentiras.

## Cancelación
La semana del 16 de octubre, Televisa empezó a anunciar que Retrato de familia iniciaría en el horario de La paloma la siguiente semana. El viernes 20 de octubre se transmitió el capítulo 50 de La paloma, que concluyó con una escena en la que Teresa recibe en su casa a Gilberto, acompañado por Lilia, a quien presenta como su "novia" para evitar las sospechas de la primera. Esa fue la última escena transmitida de La paloma y terminada de manera abrupta con la salida, siendo así la primera telenovela que no solo fue recortada, sino que su historia quedó inconclusa y nunca presentó el letrero de "FIN", sino que decía la cuña: "Con amor y todo nuestro entusiasmo ¡¡Va por ti, Gerardo!!" y con una escena de fondo de las palomas volando en la playa con la cortinilla de salida. Varios capítulos ya grabados quedaron sin salir al aire.
A lo largo de los años, el público ha especulado que La paloma fue cancelada por "respeto" a su protagonista, pero según declaraciones de Maite Embil a la revista TVyNovelas, la telenovela estaba planeada para completar su corrida de 75 capítulos, con una nueva historia en la que Emilia aprendería a vivir y saldría adelante sin Rafael. Televisa inicialmente aceptó que Rendón continuara con la producción, pero eventualmente cambió de opinión y decidió terminar La paloma. La razón verdadera de esta cancelación nunca ha sido discutida públicamente por ninguno de los involucrados.
La paloma nunca ha sido retransmitida e incluso Maite Embil cayó en una fuerte depresión y no volvió a protagonizar una telenovela, y estaría ausente de todo proyecto de televisión hasta Tres mujeres, en 1999.

## Elenco
- Gerardo Hemmer - Rafael Estrada Fuentes
- Maite Embil - Emilia López-Yergo Montenegro
- Manuel Ojeda - Ramiro López-Yergo Aguilar
- Arsenio Campos - Luis Alarcón
- Yolanda Ventura - Lilia Rivero
- Arath de la Torre - Paco Rivero
- Joaquín Cordero - Gilberto Bernal
- Delia Casanova - Elsa
- Isaura Espinoza - Teresa Montenegro Tovar de López-Yergo
- Abraham Ramos
- José María Yazpik - Ángel
- Adriana Barraza - Madre Clara
- Carolina Valsaña - Marcela Roncero
- Martha Mariana Castro - Lorena
- Marina Marín - Lucía
- Samuel Loo - Enrique "El Chino"
- Alejandra Morales - Alicia
- Alisa Vélez - Pilar López Yergo
- Fabián Corres - Joaquín López Yergo
- Antonio Miguel - Don Mario
- Hernán Mendoza - Leonardo
- Sergio Sánchez - Montaño
- Fidel Garriga - Pedro
- Lupita Lara - Antonia "Toñita" Fuentes vda. de Estrada
- Cuca Dublán
- Raúl Askenazi
- Óscar Flores - Neto
- Dalilah Polanco - Armida
- Lourdes Villarreal - Rosa
- Gabriel Galván
- Israel Jaitovich - Raúl
- Martha Itzel
- Martha Álvarez
- María Lezama
- José Antonio Estrada
- Ana Celia Urquidi
- Mercedes Gironella

## Equipo de producción
- Idea original y adaptación de: Ximena Suárez, José Rendón, Alfonso Espinosa
- Edición literaria: Martha Carrillo
- Tema original: "Canción Sin Palabras"
- Autor: Jorge Avendaño Lührs
- Tema de entrada: "Te Ofrezco"
- Interpreta: Maite Embil
- Música original: Jorge Avendaño Lührs
- Escenografía: Felipe López, Otoniel Ramírez
- Ambientación: Eneida Rojas
- Diseño de vestuario: Rossana Martínez
- Dirección de arte: Carlos Trejo
- Asesor de iluminación: Óscar Palacios
- Edición: Gabriela Múzquiz
- Gerente administrativo: Daniel Estrada
- Jefe de producción: Víctor Manuel Ceballos
- Coordinación de producción: Rossana Arau
- Dirección de cámaras: Manuel Ruiz Esparza
- Dirección de escena: Luis Vélez
- Productor asociado: Roberto Hernández Vázquez
- Productor: José Rendón

## Premios y nominaciones

### Premios TVyNovelas 1996
| Categoría                 | Nominada    | Resultado |
| ------------------------- | ----------- | --------- |
| Mejor revelación femenina | Maite Embil | Nominada  |
| Lanzamiento femenino      | Maite Embil | Nominada  |